# Rouven Schröder
Rouven Schröder (* 18. Oktober 1975 in Arnsberg) ist ein ehemaliger deutscher Fußballspieler und heutiger Fußballfunktionär. Seit dem 1. Dezember 2024 ist er Geschäftsführer Sport von RB Salzburg.

## Spielerkarriere
In der Jugend spielte Schröder beim SV Arnsberg 09 und beim SC Neheim. Dann ging er zum SSV Meschede. 1999 wechselte er zur zweiten Mannschaft des VfL Bochum. Zur Saison 2000/01 stieg er in die erste Mannschaft in die Bundesliga auf. Hier spielte er achtmal in der höchsten deutschen Klasse. Nach dem Abstieg spielte der Abwehrspieler 16-mal in der 2. Bundesliga und schoss drei Tore.
Zur Saison 2002/03 wechselte Schröder zum Ligakonkurrenten MSV Duisburg. Nach 32 Spielen in der zweiten Liga und einem Tor und vier Partien in der zweiten Mannschaft verließ er den Klub Richtung VfB Lübeck in die Regionalliga. Hier absolvierte er 92 Spiele und erzielte fünf Tore.
Zur Saison 2007/08 kehrte der 1,87 Meter große Innenverteidiger zur zweiten Mannschaft des VfL Bochum zurück. Er spielte  in drei Spielzeiten 53-mal. Nach zwei Partien in der Saison 2009/10 ging Schröder im Januar 2010 zum VfB Lübeck zurück. Er verließ den Klub bereits kurze Zeit später und war vorübergehend ohne Verein.
Zur Saison 2010/11 fand er mit dem NTSV Strand 08 einen neuen Verein in der Schleswig-Holstein-Liga. Nach zwölf Spielen und einem Tor beendete er seine Spielerkarriere.

## Funktionärskarriere
Schon in der Saison 2009/10 war Schröder parallel zu seiner Spielerkarriere Co-Trainer hinter Nicolas Michaty beim VfL Bochum II. Diesen Job führte er bis zum 31. Januar 2010 aus. Nach seinem Wechsel zum NTSV Strand 08 war er Co-Trainer unter Frank Salomon. Mit dem Ende des Jahres 2010 gab er diesen Posten wieder auf. Nach seinem Karriereende wurde Schröder mit Beginn der Saison 2010/11 Videoanalyst und Scout beim Bundesligisten 1. FC Nürnberg. Zum 25. Juni 2012 wurde er Koordinator der Lizenzmannschaft der SpVgg Greuther Fürth. Am 4. Januar 2013 wurde er zum sportlichen Leiter von Greuther Fürth befördert. Nach der Beurlaubung des Cheftrainers Mike Büskens am 20. Februar 2013 leitete Schröder an der Seite des Interimstrainers Ludwig Preis vorübergehend den Trainingsbetrieb der Fürther Bundesligamannschaft.
Am Ende der Spielzeit 2013/14 verließ Schröder die SpVgg Greuther Fürth und wechselte zum SV Werder Bremen als Direktor Profi-Fußball und Scouting.
Ab dem 17. Mai 2016 war er Sportdirektor beim 1. FSV Mainz 05. Der neu gewählte Aufsichtsrat des Vereins  bestellte Schröder am 3. Juli 2017 einstimmig für drei weitere Jahre zum Sportvorstand. Am 22. Dezember 2020 bat er den Aufsichtsrat um vorzeitige Auflösung seines Vertrages; dem Wunsch wurde entsprochen.
Zur Saison 2021/22 wurde Schröder unter dem Sportvorstand Peter Knäbel Sportdirektor beim FC Schalke 04, der zuvor in die 2. Bundesliga abgestiegen war. Am Saisonende stieg die Mannschaft wieder in die Bundesliga auf. Am 26. Oktober 2022 verließ Schröder den Verein aus persönlichen Gründen.
Am 1. April 2023 wurde Schröder unter dem Geschäftsführer Sport Max Eberl Sportdirektor des Bundesligisten RB Leipzig. Er betreute die Bereiche Scouting und Kaderplanung sowie die Prozesse rund um die Lizenzspielerabteilung. Ende September 2023 wurde Eberl freigestellt, womit Schröder – weiter auf Direktorenebene – die Gesamtverantwortung interimsweise übernahm. Am 1. August 2024 wurde Marcel Schäfer neuer Geschäftsführer Sport bei RB Leipzig.
Am 1. Dezember 2024 wechselte Schröder als Geschäftsführer Sport zum österreichischen Erstligisten RB Salzburg.